# Sants-Montjuïc
Sants-Montjuïc és un dels deu districtes de la ciutat de Barcelona. És el districte III, es troba al sud de la ciutat i és el més extens de Barcelona amb una superfície de 2.294 hectàrees. Limita amb el terme municipal de l'Hospitalet de Llobregat i el Prat de Llobregat, també limita amb els districtes barcelonins de les Corts, l'Eixample i Ciutat Vella. L'1 de gener de 2009 hi vivien 184.543 habitants.

## Configuració
El districte de Sants-Montjuïc, definit el 1984, amalgama tres unitats urbanístiques clarament diferenciades per motius històrics i de percepció veïnal: 
- Sants, antic municipi agregat el 1897[2] i compost per Sants, Badal (avui Sants-Badal), Hostafrancs, la Bordeta, la Font de la Guatlla i Magòria;
- Montjuïc i el Poble Sec, històricament del sector fora muralla del municipi de Barcelona (i no pas de Sants);
- la Marina de Sants i Zona Franca, urbanitzades, sobretot, al llarg del segle xx, en territoris agregats a Barcelona a costa de Sants (1897) i de l'Hospitalet de Llobregat (1920), respectivament.

D'altra banda, la faixa històricament santsenca situada entre la travessera de les Corts, al nord, i l'avinguda de Madrid, al sud, fou atribuïda el 1984 al districte de les Corts.

## Divisió administrativa
Set barris de Barcelona formen part del districte de Sants i Montjuïc. A més a més, el districte inclou la muntanya de Montjuïc i el sector anomenat Zona Franca - Port. Aquest últim aglutina el polígon de la Zona Franca i la major part del Port de Barcelona. Els barris del districte són:
| Codi | Nom del barri              | Població (2025) | Superfície (ha) | Densitat (hab/ha) |
| ---- | -------------------------- | --------------- | --------------- | ----------------- |
| 11   | El Poble-sec               | 40.107          | 94,3            | 434,8             |
| 12   | La Marina del Prat Vermell | 2.931           | 75,3            | 14,4              |
| 13   | La Marina de Port          | 31.559          | 125,5           | 240,1             |
| 14   | La Font de la Guatlla      | 10.831          | 30,2            | 342,1             |
| 15   | Hostafrancs                | 16.796          | 41,0            | 395,1             |
| 16   | La Bordeta                 | 21.150          | 57,7            | 326,5             |
| 17   | Sants-Badal                | 25.209          | 41,1            | 596,9             |
| 18   | Sants                      | 47.088          | 109,8           | 386,6             |
| -    | AEI Montjuïc               | 0               | 366,1           | 0                 |
| -    | AEI Zona Franca - Port     | 0               | 1.353,1         | 0                 |
| III  | Sants i Montjuïc           | 195.671         | 2.294,0         | 80,4              |

Sense reconeixement oficial, hi existeix també el petit barri de Magòria.

## Història
Santa Maria de Sants fou un municipi independent del pla de Barcelona, constituït al segle xviii, que incloïa el territori dels actuals barris de Sants (nucli principal del municipi), Sants-Badal, la Bordeta, Hostafrancs, la Font de la Guatlla, Magòria, la Marina de Port i la Marina del Prat Vermell. Aquests dos últims, anomenats la Marina de Sants, o simplement la Marina, amb l'antic barri del Port com a nucli principal.
Els terrenys on es troben actualment Hostafrancs, la Font de la Guatlla i Magòria foren cedits a Barcelona el 1839 a canvi d'uns terrenys de la Marina de Sants que pertanyien al terme municipal de Barcelona. En aquest indret es té notícia que, a prop de l'església, es van trobar restes romanes corresponents a restes de murs i sepultures amb tancament de tègula. A banda sembla que en aquest lloc va aparèixer un mil·liari que s'hauria de relacionar amb el possible pas d'una via romana per aquest lloc.
Al llarg del segle xix Sants fou un dels centres de la industrialització catalana, amb fàbriques tan importants com el Vapor Vell (1842) i el Vapor Nou (1849). D'ací en prové el caràcter eminentment popular, d'origen obrer i menestral, comú amb Hostafrancs durant dècades.
El 1897 el municipi de Sants fou agregat a Barcelona, juntament amb altres municipis del pla de Barcelona. En les dècades següents Hostafrancs culminà la integració en Sants, mentre, a redós de Montjuïc, nasqueren els barris actuals de la Font de la Guatlla i Magòria. Alhora, la industrialització transformava profundament la Marina, que tendí a desvincular-se de Sants i a formar unitat amb la naixent Zona Franca (sorgida en territoris històricament hospitalencs).
Al llarg del segle xx Barcelona conegué fins a tres reestructuracions dels districtes (1933, 1949 i 1984). L'actual divisió en districtes s'adoptà el 1984, moment en què s'agruparen en un sol districte, Sants i Montjuïc, els antics districtes II (la Marina de Sants, Montjuïc i el Poble-sec) i VII (Sants, Hostafrancs i la Bordeta). En aquella mateixa ocasió, el límit entre Sants i les Corts, que tradicionalment era la travessera de les Corts, es traslladà a l'avinguda de Madrid, amb què un sector històricament santsenc passà a integrar-se en el districte de les Corts.
Com a la resta del municipi de Barcelona, la divisió actual en barris hi fou introduïda el 2006.